# Unternehmen Carmen
Unternehmen Carmen (international und umgangssprachlich heutzutage auch Operation Carmen) war der Deckname einer deutschen Militäroperation, die als Luftoperation am 2. und 3. Juni 1943 gegen den Eisenbahnknoten Kursk durchgeführt wurde, um den sowjetischen Aufmarsch für die Kursker Schlacht zu verhindern oder mindestens zu stören und damit zu verlangsamen.

## Ablauf
Der Angriff sollte mit insgesamt 596 Anflügen von Bombern und Begleitjägern von allen Seiten sternförmig ausgeführt werden. Die erste Angriffswelle mit 100 Bombern und 30 Begleitjägern erreichte das Zielgebiet um 4:00 Uhr morgens und konnte von sowjetischen Jagdflugzeugen erfolgreich abgefangen werden.
Zwei weitere Wellen um 5:40 Uhr und 7:30 Uhr mit insgesamt 100 Bombern und 55 Begleitjägern trafen auf 86 sowjetische Jagdflugzeuge. Dabei konnten 55 deutsche Flugzeuge in kleinen Gruppen durchbrechen und nur verstreut Bomben werfen.
Eine weitere Welle um 11:00 Uhr mit 100 Bombern mit Begleitschutz wurde von 205 sowjetischen Jagdflugzeugen abgefangen.
Erfolgreicher war hingegen ein nächtlicher Angriff mit 202 Bombern, bei dem nach deutscher Einschätzung auf Grund von Luftbildern 200 Waggons zerstört worden sind und einige Großbrände auftraten.

## Folgen
Nach sowjetischen Angaben wurden 1600 Bomben auf den Knoten abgeworfen, dabei wurden 12 Kilometer Bahnhofsgleise, das Bahnbetriebswerk, die Wasserversorgungseinrichtungen, viele Weichen, 154 Güterzüge, 8 Dampflokomotiven und 300 Felder der Fernmeldeleitungen zerstört. Obwohl der Knotenpunkt einer Trümmerlandschaft glich, sollen durch heldenhaften Einsatz der Eisenbahner und Eisenbahnpioniere die Schäden nach 35 Stunden beseitigt worden sein und der Zugbetrieb wieder aufgenommen worden sein.
Das Unternehmen Carmen war nach  Christer Bergström ein signifikanter sowjetischer Sieg mit strategischer Bedeutung. Die schweren deutsche Verluste von 40 Flugzeugen führten zur Einstellung von großen deutschen Tagangriffen an der Ostfront. Am Tage operierte die Luftwaffe danach nur noch in kleineren Formationen und alle Großangriffe fanden nachts statt.